# Schimanski: Muttertag
Muttertag ist ein Fernsehfilm aus der Kriminalreihe Schimanski der ARD.
Der Film wurde von Colonia Media produziert und zum ersten Mal am 25. Oktober 1998 auf Das Erste gesendet. Er ist die vierte Folge der Schimanski-Reihe mit Götz George.

## Handlung
Im Bürgerkrieg geschüttelten Kroatien versuchen zwei deutsche Kriminalbeamte bei Nacht ein Grab zu öffnen. Sie werden von Söldnern verschleppt, wobei einer von ihnen zur Demonstration vor dem anderen hingerichtet wird.
Während in Duisburg der überlebende verstörte Beamte von Schrader befragt wird, erhält Schimanski in Belgien die Nachricht, dass er seine Pension in Zukunft persönlich abholen muss. Wutentbrannt macht er sich zum Revier nach Duisburg auf und schlägt Türen ein, um deutlich zu machen, dass er sein Geld überwiesen haben möchte. Als er von Polizisten hinausgeworfen wird, landet er genau vor den Füßen von Oberstaatsanwältin Julia Schäfer, die Nachfolgerin von Ilse Bonner ist. Sie verspricht sein Problem zu regeln, wenn Schimanski für sie das Verschwinden des Sohnes ihrer Freundin Frau Wörner untersucht. Bei Frau Wörner, einer gutbetuchten Dame, erhält Schimanski die Information, dass ihr Sohn Christian als Bundeswehrsoldat in Kroatien diente und dort angeblich gestorben sein soll. Sie glaubt aber nicht daran.
Mit Geld, einem Foto von Christian und einer Karte zum Muttertag bewaffnet, macht er sich nach Kroatien auf und fährt prompt mit seinem Jeep auf eine Mine. Zu Fuß trifft er auf eine alte Frau mit Kind und hilft ihr, ihren Lkw wieder flott zu machen. Mit ihnen fährt er zum Hotel, von wo aus Christian seinen letzten Muttertagsgruß abgesendet hatte. Im Hotel gastieren nur der Gerichtsmediziner Dr. Gordon und ein paar Geschäftsleute. Schimanski versucht beim Fotografen des Dorfes Kopien des Fotos zu machen, doch dieser wird von den Söldnern eines gewissen Marco grausam hingerichtet. Als Schimanski das Geschäft aufsucht, wird er von Dr. de Koning davor bewahrt, die mit einer Handgranate präparierte Tür zu öffnen.
Also fragt Schimanski bei Marco persönlich nach, der ihm das Grab zeigt und behauptet, Christian sei als Söldner in seinen Diensten gefallen. Dr. de Koning gibt ihm den Rat, einen Knochensplitter aus dem Grab für die DNA-Untersuchung zu sichern und Schimanski versucht nachts, das Grab zu öffnen. Er wird von Marcos Männern geschnappt und auf ein Minenfeld gejagt. Dort simuliert er eine Explosion, damit diese abziehen. Am Morgen danach wird er von SFOR-Truppen per Hubschrauber gerettet. Im Hotel erfährt er von Dr. de Koning, dass dieser die Leiche seiner Frau, einer amerikanischen Ärztin, sucht. Nebenbei bemerkt Schimanski durch einen Mann mit Fass, dass der Krieg alt macht, und erkennt, dass es sich bei Marco um Christian Wörner handelt.
Daher sucht er Marco abermals auf. Dieser gibt sich als Christian, nun ohne gebrochenes Deutsch, zu erkennen und erklärt ihm, dass die Düsseldorfer Staatsanwaltschaft nach ihm fahnde. Schimanski soll durch eine Handgranatensprengfalle hingerichtet werden, entkommt jedoch und zwingt Wörner gewaltsam, mitzukommen. Wörner zeigt Schimanski und dem Arzt die Stelle, an der er unter anderem die amerikanische Ärztin verscharrt hat. Schimanski schmuggelt mit Hilfe des Hoteliers Wörner aus dem Land und landet mit einem Privatflugzeug bei Duisburg, um dort von Schrader in Empfang genommen zu werden. Sie werden aber von Scholl und Krieger überwacht, die ihnen den Gefangenen wieder abnehmen. Schäfer will mit Wörner ein Geschäft machen, bei dem dieser ihnen sein Organisationsnetz offenlegen und im Gegenzug von der Kronzeugenregelung profitieren soll.
Doch Schimanski vermutet, dass dessen Freunde Wörner zuvor aus dem Weg räumen wollen und verhindert an dessen Aufenthaltsort dessen Hinrichtung. Schimanski überführt ihn mit Hilfe eines Zockerkumpels per Schiff nach Den Haag zum Kriegsverbrecher Tribunal.
Dort identifiziert ihn eine Überlebende seiner Taten. Frau Wörner reist dorthin und überzeugt sich doch, wie sich ihr Sohn zum Negativen verändert hat. Als die Überlebende die Gelegenheit ergreift, einer Polizistin die Waffe abzunehmen, wird sie überwältigt. Doch die Waffe fällt in die Nähe von Frau Wörner, die sie aufhebt und ihren Sohn enttäuscht erschießt. Für Schimanski ist hier Schluss, doch Dr. de Koning will sich weiter für die Aufklärung von Kriegsverbrechen in Kroatien einsetzen. Schimanski kehrt im Regen per Schiff zurück nach Belgien.

## Hintergrund
Muttertag markierte die erste Folge, die in einem ehemaligen sozialistischen Land gedreht wurde. Die Bundeswehr stellte eine SFOR-Einheit für die Dreharbeiten zur Verfügung.

## Drehorte
Gedreht wurde in Kroatien, Belgien, Niederlande, Duisburg, Düsseldorf und Umgebung.